# Greg is Back
Greg is Back ist ein 2011 gegründeter deutscher A-cappella-Chor aus Augsburg.

## Geschichte
Der Chor wurde von Martin Seiler durch ein Casting ins Leben gerufen und ist ein deutschlandweit einzigartiges Ensemble, bei dem sich mehr als 30 Sängerinnen und Sänger mit Einzelmikrofonierung a-cappella in der Welt des Pop und Rock auf einem Niveau bewegen, das man nur selten zu hören bekommt. Fast alle Arrangements sind von Chorleiter Martin Seiler speziell für diesen Chor geschrieben. Sound und Stil orientieren sich dank Vokalperkussionist (Beatboxer) und Mikrofonen für alle Sänger eher an A-cappella-Gruppen als an klassischen Chören; man könnte Greg is Back daher also auch als eine „Vocal Group XXL“ bezeichnen. Man kann den Chor ca. 15 mal im Jahr live erleben. Ein Greg is Back Konzert bietet ein unterhaltsames und abwechslungsreiches Musikprogramm verbunden mit charmanter und witziger Moderation. Mehrmals im Jahr bietet der Chor auch Unplugged Konzerte in etwas ruhigerem Rahmen an. Regelmäßig finden auch Weihnachtskonzerte mit einerseits poppig-rockigen Noten sowie auch besinnliches und klassischen Arrangements statt.
Der Chor ist als gemeinnütziger Verein organisiert und tritt mehrmals im Jahr in Benefizkonzerten für gemeinnützige Organisationen auf.
Der Chor ist Preisträger mehrerer Wettbewerbe, unter anderem 2014 beim Internationalen Chorwettbewerb in Budapest in der „Kategorie P“ (Pop Jazz und Gospel) sowie beim Bayerischen Chorwettbewerb und beim Deutschen Chorwettbewerb. Der Chor konzertiert überregional und trat unter anderem beim Tonart Festival, im Circus Krone in München und in der BR-Abendschau auf.

## Repertoire
Das Repertoire des Chores ist breitgefächert. Es erstreckt sich über Pop, Rock, Jazz bis hin zu R&B. Titel von Queen als Medley, Alles bleibt anders von Herbert Grönemeyer oder Thinking Out Loud von Ed Sheeran gehören zum Programm. Für die Weihnachtszeit hat der Chor ein eigenes Programm.

## Auszeichnungen (Auswahl)
- Bayerischer Chorwettbewerb 2013: Sieger der Kategorie Pop/Jazz (punktgleich mit 2 anderen Chören)[3][10]
- Internationalen Chorwettbewerb in Budapest 2014:  Sieger der „Kategorie P“ (Pop Jazz und Gospel)[3]
- 9. Deutscher Chorwettbewerb in Weimar 2014: Platz 2[3]
- Bayerischer Chorwettbewerb 2017: Sieger der Kategorie Pop/Jazz[11][12]
- Internationalen Kammerchor-Wettbewerb in Marktoberdorf 2017: 3. Platz in der Kategorie "Populäre Chormusik"[13]
- 10. deutschen Chorwettbewerb in Freiburg 2018: 2. Platz in der Kategorie "G1 Populäre Chormusik – a cappella"[14][15]
- 11. bayrischer Chorwettbewerb 2022: Sieger in der Kategorie "G1 – Populäre Chormusik – a cappella"[16]

## Diskografie
- 2013: A-capella XXL (Artmode-Records)[17]
- 2015: Fürchtet euch nicht! (Weihnachtsalbum, Artmode-Records)
- 2018: Zwei
- 2020: Drei